# Trachelium (dier)
Trachelium is een geslacht van wantsen uit de familie van de Alydidae (Kromsprietwantsen). Het geslacht werd voor het eerst wetenschappelijk beschreven door Herrich-Schäffer in 1850.

## Soorten
Het genus bevat de volgende soorten:

- Trachelium alboapicatum Distant, 1881
- Trachelium alvarengai Brailovsky, 2004
- Trachelium bicolor Herrich-Schäffer, 1851
- Trachelium caeruleum L.
- Trachelium formosum Brailovsky, 2004
- Trachelium fulvipes Herrich-Schäffer, 1851
- Trachelium halteratum (Bianca ex Ces., Pass. & Gibelli) Sandwith
- Trachelium lanceolatum Guss.
- Trachelium lepidum Brailovsky, 2004
- Trachelium limitatum Brailovsky, 2004
- Trachelium mimeticum Breddin, 1904
- Trachelium seculare Brailovsky, 2004
- Trachelium spectabile Bergroth, 1921
- Trachelium tessellatum Distant, 1893
- Trachelium ventum Brailovsky, 2004